# Jonathan M. Shiff
Jonathan M. Shiff is een Australisch televisieproducent van kinderprogrammas. Voordat hij zijn productiebedrijf in 1988 oprichtte, Jonathan M. Shiff Productions, was hij actief als advocaat. Hij programma's zijn gericht op kinderen en families en worden uitgezonden in 130 landen.

## Filmografie
- Het Verbond voor Magische Zaken (2018-heden)
- Ocean Girl: A New Generation (2014–heden)
- Reef Doctors (2013)
- Mako: Island of Secrets (2013–2017)[2][3]
- Lightning Point (2012)
- The Elephant Princess (2008–2011)
- Pirate Islands: The Lost Treasure of Fiji (2007)
- H2O: Just Add Water (2006–2010)
- Wicked Science (2004–2006)
- Scooter: Secret Agent (2005)
- Pirate Islands (2003)
- Horace and Tina (2001)
- Cybergirl (2001–2002)
- The New Adventures of Ocean Girl (2000)
- Thunderstone (1999–2000)
- Ocean Girl (1994–1998)
- The Adventures of Blinky Bill (1992–1995)
- Kelly (1991)
- My Zoo (1998–1999)
- Search for the World's Most Secret Animals (1989–1999)